# Barthélémy Lafon
 (octobre 2018).
Si vous disposez d'ouvrages ou d'articles de référence ou si vous connaissez des sites web de qualité traitant du thème abordé ici, merci de compléter l'article en donnant les références utiles à sa vérifiabilité et en les liant à la section « Notes et références ».
Pour les articles homonymes, voir Lafon.

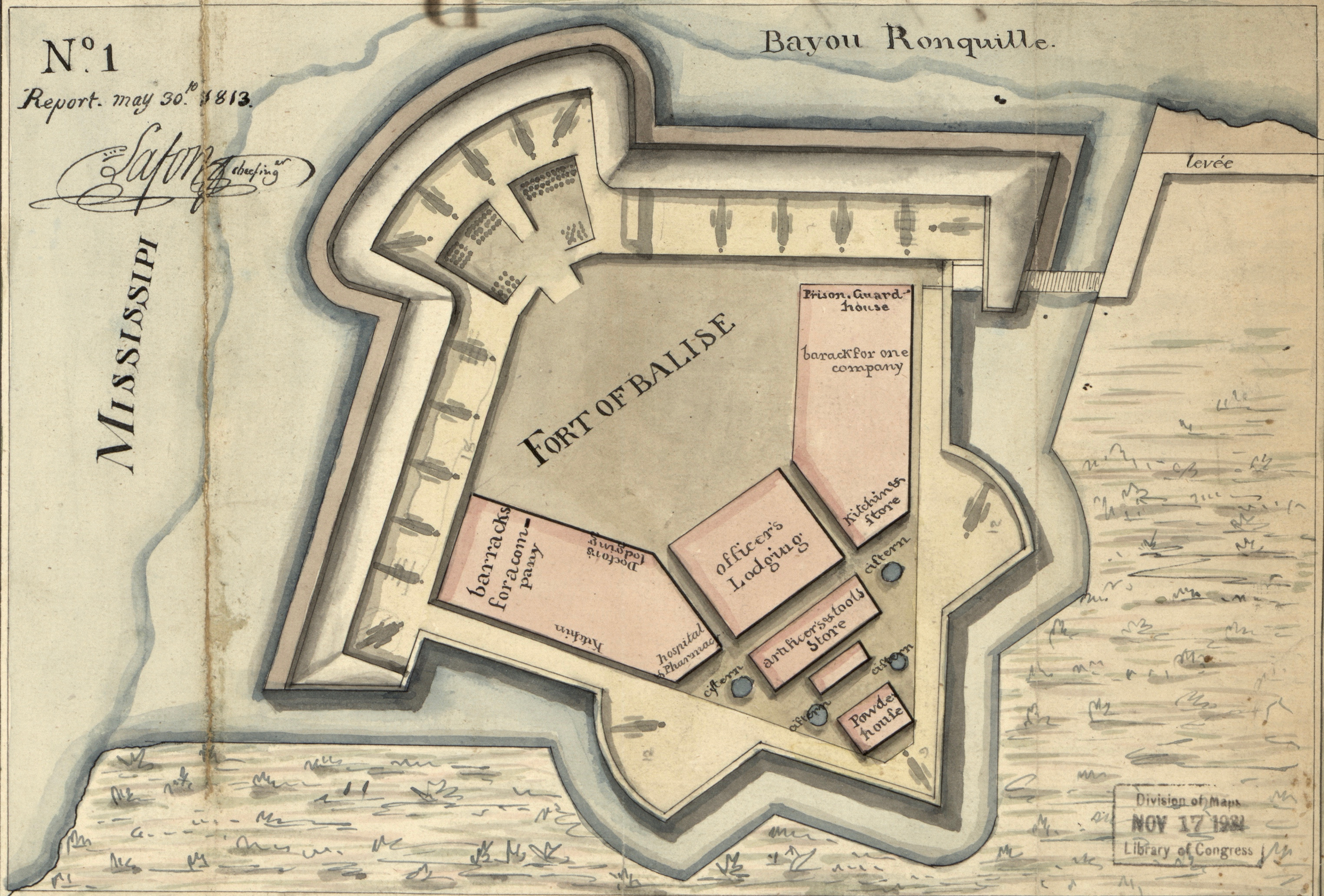
Carte du fort de Balize, Louisiane, par Barthelemy Lafon, datée du 30 mai 1813.

Barthélémy Lafon, né à Villepinte en France, en 1769 et mort le 29 septembre 1820 à La Nouvelle-Orléans en Louisiane, est un architecte, ingénieur, urbaniste, arpenteur et géomètre de La Nouvelle-Orléans. Plus tard dans sa vie, il s'est détourné de l'architecture pour s'orienter vers la contrebande et la piraterie.
Barthélémy Lafon embarqua pour la Louisiane française vers 1790.
Il s'installa comme architecte à La Nouvelle-Orléans. Il réalisa de nombreux bâtiments publics. Après la vente de la Louisiane en 1803 il continua à concevoir des maisons. Face à l'arrivée importante de colons français et créoles, venus de l'île de Saint-Domingue devenu la République d'Haïti, ainsi que l'arrivée de vagues d'immigrants américains venus de l'Est des États-Unis, Barthélémy Lafon devint arpenteur et géomètre de La Nouvelle-Orléans, ville en pleine croissance démographique. Il conçut de nouveaux quartiers avec leur quadrillage de voies urbaines. Il réorganisa l'urbanisme de villes proches de La Nouvelle-Orléans comme Donaldsonville (anciennement: Lafourche-des-Chitimachas).
Barthélemy Lafon, était un homme d'affaires et s'enrichit par ses activités. Il fut également un philanthrope. Après la bataille de La Nouvelle-Orléans, Il se tourna vers la contrebande et la piraterie avec les frères Jean Lafitte et Pierre Lafitte
Barthélemy Lafon vécu notamment avec une femme de couleur libre, Modeste Foucher. Lorsque Lafon a écrit son testament, il a reconnu plusieurs sans enfants noirs qu'il a eu avec Modeste Foucher, entre autres, Thomy Lafon (né le 28 décembre 1810 et mort le 22 décembre 1893), enseignant et homme d'affaires noir.
Barthélémy Lafon mourut de la fièvre jaune le 29 septembre 1820 et fut enterré au cimetière Saint-Louis de La Nouvelle-Orléans.